# Alberto Meroni
Alberto Meroni (Cinisello Balsamo, 6 settembre 1920 – ...) è stato un calciatore italiano, di ruolo attaccante.

## Carriera
Nel ruolo di mezzala, dopo gli esordi nella Serie C 1945-1946 con il Gruppo Sportivo Falck debutta in Serie B con la Pro Sesto nel 1946-1947, disputando tre campionati cadetti per un totale di 60 presenze e 5 reti.
Chiude la carriera in Serie C con il Seregno, con cui vince il campionato di Serie C 1949-1950, e l'anno successivo torna alla Pro Sesto.

## Palmarès

### Club

#### Competizioni nazionali
- Serie C: 1

Seregno: 1949-1950